# Callianthemum kernerianum
Callianthemum kernerianum là một loài thực vật có hoa trong họ Mao lương. Loài này được Freyn ex A.Kern. mô tả khoa học đầu tiên năm 1888.